# Bez (Drôme)
Pour les articles homonymes, voir Bez.
Le Bez ou Bès est une rivière française qui coule dans le département de la  Drôme. C'est un affluent de la Drôme en rive droite, donc un sous-affluent du Rhône.

## Géographie
La longueur de son cours d'eau est de 25,5 km.
Le Bez prend sa source dans l'est du département de la Drôme. En amont de Mensac il porte le nom de Ruisseau des Gats, lui-même réunion de la Grimone et de la Vière près de Glandage. 
Son bassin est entouré au nord comme à l'est par les hauteurs du rebord du massif du Vercors (entre 1500 et 2 000 mètres). Au sud, dans le massif du Diois, les hauteurs isolant son bassin sont un peu moins élevées, tandis que le bassin s'ouvre vers l'ouest sur la vallée de la Drôme. Il se dirige globalement vers l'ouest et rejoint la Drôme en rive droite, au niveau de la localité de Saint-Roman, à une dizaine de kilomètres en amont de la ville de Die.

## Affluents
Ses principaux affluents sont :
- le Boulc en rive gauche
- l'Archiane (dont l'affluent principal est le Sareymond) en rive droite

## Communes traversées
Le Bez traverse les communes suivantes, toutes situées dans le département de la Drôme :
Glandage, Boulc, Treschenu-Creyers, Châtillon-en-Diois, Menglon et Saint-Roman.

## Hydrologie
Le débit du Bez a été observé durant une période de 45 ans (1963-2007), à Châtillon-en-Diois, localité du département de la Drôme située à sept kilomètres de son confluent avec la Drôme. Le bassin versant de la rivière y est de 227 km2, soit plus ou moins 90 % de la totalité de ce dernier.
Le module de la rivière à Châtillon-en-Diois est de 4,29 m3/s.
Le Bez présente un régime avant tout nival. Les fluctuations saisonnières de débit sont assez importantes. La période des hautes eaux se déroule au printemps et résulte surtout de la fonte des neiges. Elle se caractérise par des débits mensuels moyens allant de 5,88 à 8,85 m3/s, de mars à mai inclus (avec un sommet en avril et mai). Les basses eaux ont lieu en été, de juillet à septembre, avec une baisse du débit mensuel moyen jusqu'au plancher de 1,01 m3/s au mois d'août, ce qui reste assez confortable. Dès le mois d'octobre le débit mensuel remonte fortement et atteint un petit sommet en novembre (4,44 m3/s), lié aux précipitations d'automne, après quoi l'hiver entraîne un léger recul (3,78 m3/s en janvier), une grande partie des eaux étant retenue sous forme de neige sur les hauteurs entourant le bassin.
Aux étiages, le VCN3 peut chuter jusque 0,170 m3/s, en cas de période quinquennale sèche, soit 170 litres par seconde, ce qui est relativement sévère.
D'autre part les crues du Bez peuvent être importantes, comme c'est le cas de presque tous les cours d'eau du rebord occidental des préalpes du sud. Les QIX 2 et QIX 5 valent respectivement 47 et 70 m3/s. Le QIX 10 se monte à de 86 m3/s, le QIX 20 en vaut 100, et le QIX 50 se monte à 120 m3/s.
Le débit instantané maximal enregistré a été de 186 m3/s le 2 décembre 2003, tandis que la valeur journalière maximale était de 114 m3/s le même jour. En comparant le premier de ces chiffres aux valeurs des différents QIX de la rivière, il apparaît que cette crue était largement supérieure à la crue cinquantennale calculée par le QIX 50, et donc très exceptionnelle.
Le Bez est une rivière très abondante. La lame d'eau écoulée dans son bassin se monte à 598 millimètres annuellement, ce qui est nettement supérieur à la moyenne d'ensemble de la France, tous bassins confondus, mais encore un peu inférieur à la moyenne du bassin du Rhône à Valence (670 millimètres), fleuve qui bénéficie pour sa part des précipitations des Alpes du nord, souvent extrêmement élevées. Le débit spécifique (ou Qsp) du Bez atteint 18,9 litres par seconde et par kilomètre carré de bassin.